# Ihor Zajcew (koszykarz)
Ihor Zajcew (ur. 11 maja 1989 w Dniepropetrowsku) – ukraiński koszykarz, występujący na pozycji skrzydłowego, obecnie zawodnik Taiwan Beer.
21 września 2015 roku związał się z klubem Rosy Radom. 27 lipca 2016 roku podpisał roczną umowę ze Stelmetem Zielona Góra. Klub zwolnił go 5 grudnia tego samego roku. 9 grudnia zawarł umowę z hiszpańskim Bàsquetem Manresa, opuścił go 7 lutego 2017. 3 dni później podpisał już drugi w karierze kontrakt z Rosą Radom.

## Osiągnięcia
Stan na 13 maja 2019, na podstawie, o ile nie zaznaczono inaczej.
Drużynowe
- Mistrz Ukrainy (2015)
- Wicemistrz:
  - Ukrainy (2012, 2013)
  - Polski (2016)[6]
- Brązowy medalista mistrzostw Ukrainy (2014)
- Zdobywca Pucharu Polski (2016)[7]
- Finalista Superpucharu Polski (2015, 2016)[8][9]
- Uczestnik rozgrywek EuroChallenge (2012)

Indywidualne
(* – nagrody przyznane przez portale eurobasket.com, asia-basket.com)
- MVP:
  - miesiąca PLK (kwiecień 2016)
  - III kolejki ligi ukraińskiej (2013/14)
- Największy postęp ukraińskiej Superligi (2011)*[10]
- Najlepszy środkowy ligi tajwańskiej (2019)*[11]
- Zaliczony do:
  - I składu*:
    - ligi tajwańskiej (2019)[11]
    - zawodników krajowych ligi ukraińskiej (2011, 2014)[10][12]

  - II składu:
    - TBL (2016 przez dziennikarzy)[13]
    - ligi ukraińskiej (2011)*[10]
- Uczestnik meczu gwiazd ligi ukraińskiej (2011)[10]

Reprezentacja
Seniorów
- Uczestnik
  - mistrzostw:
    - świata (2014 – 18. miejsce)
    - Europy (2013 – 6. miejsce, 2015 – 22. miejsce, 2017 – 15. miejsce)

  - kwalifikacji do mistrzostw świata (2017)

Młodzieżowe
- Wicemistrz Europy U–18 dywizji B (2007)
- Uczestnik:
  - Uniwersjady (2011 – 9. miejsce)
  - mistrzostw Europy U–20 (2009 – 12. miejsce)